# Culcreuch Castle
Culcreuch Castle ist eine spätmittelalterliche schottische Burg in der Nähe des Dorfs Fintry beim Loch Lomond. Es war seit 1699 Wohnsitz der Barone von Culcreuch und wurde in den 1980er Jahren in ein Hotel umgewandelt.

## Geschichte
Culcreuch Castle wurde 1296 von Maurice Galbraith erbaut. Die Burg war von 1320 bis 1624 Sitz des Clans Galbraith, dann wurde es an den Cousin Alexander Seton von Gargunnock verkauft, um eine finanzielle Schuld zu begleichen. 1632 kaufte es Robert Napier, ein jüngerer Sohn von John Napier, 8. Laird von Merchiston. Der Clan Napier hielt den Nachlass für fünf Generationen. Die Burg wurde genutzt, um 1654 Oliver Cromwells Truppen zu beherbergen. 1796 wurde die Burg an Alexander Spiers aus Glasgow verkauft, der eine Baumwollspinnerei und eine Brennerei in Fintry baute. 1890 wurde es an J. C. Dunwaters verkauft, 1901 dann an Walter Menzies. Es wurde in den 1970er Jahren in die Hände von Hercules Robinson übergeben, dem letzten der Linie der Menzies. 1984 wurde es an Arthur Haslam verkauft, der die Burg in ein Hotel umwandelte. 2007, wurde die Eignerschaft an eine Beteiligungsgesellschaft in Los Angeles übergeben, das Eigentum wird heute von Robert Reynolds verwaltet.

## Gestaltung
Culcreuch ist ein rechteckiges Turmhaus, mit drei Stockwerken und Dachboden, bedeckt von einer Brüstung und Schieferdach. Die Nord- und Ost-Erweiterungen an dem eigentlichen Turm wurden 1721 von den Napiers hinzugefügt und passen zu dem ursprünglichen Turm.